# Запата (Тексас)
Запата (енгл. Zapata) насељено је место без административног статуса у америчкој савезној држави Тексас.

## Демографија
По попису из 2010. године број становника је 5.089, што је 233 (4,8%) становника више него 2000. године.
| Група             | 2000.         | 2010.         |
| Белци             | 501 (10,3%)   | 235 (4,6%)    |
| Афроамериканци    | 12 (0,2%)     | 1 (0,0%)      |
| Азијати           | 3 (0,1%)      | 9 (0,2%)      |
| Хиспаноамериканци | 4.327 (89,1%) | 4.834 (95,0%) |
| Укупно            | 4.856         | 5.089         |